# Front populaire pour la démocratie
Le Front populaire pour la démocratie (en anglais : Popular Front for Democracy ; en sotho du sud : Khoeetsa ea Sechaba abrégé PFD) est un parti politique du Lesotho.

## Histoire
En 1984 le Front patriotique uni (United Fatherland Front UFF) est créé avec le soutien du Parti communiste du Lesotho fondé en 1961 mais interdit en 1970
L'UFF boycott avec tous les autres partis les élections législatives de 1985 (en) à l'exception du Parti national Basotho (BNP) au pouvoir. En 1986, les activités de tous les partis sont interdites dans le cadre du coup d'État militaire, de sorte que l'UFF n'a jamais participé aux élections. En 1990 l'UFF est refondée sous le nom de Front populaire pour la démocratie à l'initiative de certains professeurs de gauche de l'Université nationale du Lesotho. En 1991, les partis sont à nouveau admis. Le PFD adopte alors un programme socialiste ; plus tard il finit par adopter une position de gauche modéré. 

## Résultats électoraux

### Élections législatives
| Année | Voix   | %    | Sièges  | Rang |
| ----- | ------ | ---- | ------- | ---- |
| 2007  |        |      | 1 / 120 |      |
| 2008  |        |      | 1 / 120 |      |
| 2012  | 11 166 | 2,02 | 3 / 120 | 5e   |
| 2015  | 9 829  | 1,73 | 2 / 120 | 5e   |
| 2017  | 13 200 | 2,27 | 3 / 120 | 7e   |
| 2022  | 4 636  | 0,90 | 1 / 120 | 9e   |